# Everybody (canção de Madonna)
"Everybody" é uma canção da cantora estadunidense Madonna, contido em seu álbum de estreia homônimo (1983). Foi lançado como primeiro single do álbum e também de sua carreira em 6 de outubro de 1982 pela gravadora Sire como seu primeiro single. Madonna gravou uma demo da música com Steve Bray. Ela pediu ao DJ Mark Kamins, que tocava em sua boate, que o tocasse. Ele ficou impressionado com a música e a levou à Sire Records, que a contratou para um contrato de duas músicas. No entanto, após o término da gravação dos dois singles, o executivo do Sire Michael Rosenblatt não estava interessado na outra música produzida e decidiu lançar apenas "Everybody".
Ao incorporar ritmos infundidos de R&B na música e não incluir sua imagem na arte da capa, o marketing da música deu a impressão de Madonna como uma artista negra. Essa impressão não durou muito, já que Madonna mais tarde convenceu os executivos da Sire a gravar um videoclipe para a música. O vídeo de baixo orçamento dirigido por Ed Steinberg mostrava Madonna e suas amigas em uma boate cantando e dançando a música. O vídeo ajudou a promover ainda mais a música e Madonna como artista.
Criticamente, "Everybody" não recebeu nenhum elogio e não entrou na tabela da Billboard Hot 100. No entanto, ele apareceu nas tabelas dance. A música ajudou Madonna a alcançar sua primeira aparição em uma revista de dance. Ela já tocou "Everybody" ao vivo várias vezes. Foi apresentada pela primeira vez durante a The Virgin Tour, depois como a música final da The Girlie Show World Tour, mais tarde na The MDNA Tour e, mais recentemente, na Rebel Heart Tour. A música foi incluída em uma forma remixada no álbum remix de Madonna em 1987, You Can Dance, e na edição de luxo de seu álbum de compilação de 2009, Celebration.

## História
Em 1982, Madonna, de 23 anos, estava morando em Nova Iorque e tentando montar sua carreira musical. Ela se juntou ao namorado de Detroit,  Steve Bray, que se tornou o baterista de sua banda, The Breakfast Club, que geralmente tocava hard rock. Depois disso, porém, eles abandonaram a reprodução de músicas do gênero hard-rock e foram contratados por uma empresa de gerenciamento de música chamada Gotham Records com o plano de seguir uma nova direção musical. Eles decidiram seguir o gênero funk , mas a gravadora não estava feliz com suas habilidades musicais, por isso foram abandonados, e Madonna e Bray deixaram a banda. Enquanto isso, Madonna havia escrito e desenvolvido algumas músicas por conta própria. Ela carregou fitas de três das músicas, a saber "Everybody", "Ain't No Big Deal" e "Burning Up". Naquela época, ela frequentou a boate Danceteria em Nova Iorque. Foi lá que Madonna convenceu o DJ Mark Kamins a tocar "Everybody" para o público, e a música recebeu uma reação positiva. Kamins ofereceu-lhe um contrato de gravação com o entendimento de que ele produziria o single. Kamins apresentou Madonna a seu chefe, Chris Blackwell, que era o proprietário da Sire Records, mas Blackwell a rejeitou. Madonna finalmente foi para a Sire Records em 1982. Michael Rosenblatt, que trabalhou no departamento de artistas da Sire, comentou que,

"Madonna é ótima. Ela fará qualquer coisa para ser uma estrela, e é exatamente isso que eu procuro em um artista: cooperação total ... Com Madonna, eu sabia que tinha alguém quente e cooperativo, então planejei construa sua carreira com singles, em vez de apenas lançar um álbum imediatamente e correr o risco de um desastre".

Rosenblatt ofereceu a Madonna US$ 5.000 adiantados, mais US$ 1.000 em royalties por cada música que ela escreveu. Madonna foi contratada para dois singles de 12 polegadas pelo presidente do senhor, Seymour Stein, que ficou impressionado com o canto dela, depois de ouvir "Everybody" em um hospital em Lenox Hill, onde ele foi internado. A versão de 12 polegadas de "Everybody" foi produzida por Mark Kamins no Blank Tapes Studio de Bob Blank, em Nova Iorque. Kamins estava romanticamente envolvido com Madonna na época. Ele assumiu o trabalho de produção de Steve Bray. A nova gravação correu 5:56 de um lado e 9:23 para a versão dub do outro lado. Madonna e Kamins tiveram que gravar o single às suas próprias custas. Arthur Baker, amigo de Mark Kamins, guiou-o pelo papel de produtor musical e forneceu-lhe o músico de estúdio Fred Zarr, que tocava teclado na pista. Zarr se tornou um dos temas musicais mais comuns do álbum, eventualmente se apresentando em todas as faixas. Devido ao orçamento restrito, a gravação foi um assunto pesado, já que Madonna não conseguia entender as instruções de Kamins e o próprio Kamins enfrentava problemas de direção. Portanto, o lado A "não é grande coisa" não se tornou tão bem sucedido quanto todos esperavam. Rosenblatt queria lançar "Everybody" com "Ain't No Big Deal" do outro lado, mas depois mudou de ideia e colocou "Everybody" nos dois lados do disco de vinil depois de ouvir a versão gravada de "Ain't No Big Deal".

## Lançamento e composição
|                                                    | "Human Nature" Madonna cantando o refrão de "Everybody" como uma batida sintetizada de R&B toca em segundo plano. |
| Problemas para escutar este arquivo? Veja a ajuda. | |

"Everybody" foi lançado comercialmente como o primeiro single de Madonna em 6 de outubro de 1982, e veio com uma manga desenhada por Lou Beach, representando uma cena de rua de Nova York ao estilo hip-hop. Devido à natureza ambígua da capa do disco e do ritmo de R&B da música, acreditava-se que Madonna era uma artista negra quando o single foi lançado. Segundo Matthew Lindsay, do The Quietus, era irônico que a capa do single não mostrasse Madonna na capa, pois ela se tornaria "a cara dos anos 80".
"Everybody" foi gravado no Sigma Sound Studios, em Nova Iorque. A faixa começa com uma introdução fortemente sintetizada e falada, com Madonna respirando alto. Madonna exibiu sua voz pop chiclete na música, que foi repetida duas vezes. A música é escrita na uma clave de Lá menor, com a melodia da música começando em Sol e subindo para o segundo grau na sílaba 'bo' de 'todos', destacando o refrão que se segue na progressão harmônica de Sol–Lá–Si–A. "Everybody" incorporou batidas de R&B infundidas. A Sire Records comercializou a natureza comovente da música de dança para o público negro e Madonna foi promovida como uma artista afro-americana, encaixando, assim, o registro em uma lista de reprodução de rádio onde a música poderia ser exibida. Em Nova Iorque, a música foi tocada em 92 KTU, que tinha um público afro-americano. Para a capa do single, a Sire Records retratou uma colagem de hip-hop do centro de Nova Iorque, em vez de uma foto de Madonna, perpetuando ainda mais a noção de que Madonna era afro-americana.

## Análise da crítica
"Eu morava no Upper West Side , na 99th e Riverside, e por volta das 7:00 da noite eu tinha o rádio ligado no meu quarto, no WKTU, e ouvi 'Everybody'. Eu disse 'Oh, meu Deus, sou eu saindo dessa caixa. Foi uma sensação incrível.

O autor Rikky Rooksby, em seu livro The Complete Guide to the Music of Madonna, observou que a música fechou o álbum Madonna com uma nota simples. Ele chamou a música de artificial, repetitiva e sem inspiração. Don Shewey, da Rolling Stone, comentou que "No começo, ["Everybody"] não soa muito. Então você percebe seu único recurso, um soluço feminino que a cantora usa repetidamente até que seja irritante, como o inferno. Finalmente, você fica viciado e começa a ansiar por essa pequena bobagem na voz dela". O autor J. Randy Taraborrelli, em sua biografia sobre Madonna, comentou que a música era um chamado rítmico para a festa.
O autor Santiago Fouz-Hernández, em seu livro  Madonna's Drowned Worlds, elogiou o refrão da música, dizendo que "Everybody" e "Music" são os dois singles de Madonna que definem seu credo artístico – que a música tem o poder de superar divisões de raça, gênero e sexualidade. Matthew Lindsay, do The Quietus, elogiou a música, chamando-a de "espetacular" e "difícil de resistir". Lindsay acrescentou "com suas passagens de palavras faladas e o convite para dançar, o single de estreia de Madonna era um modelo que seria revisitado ao longo de sua carreira". Em 2012, Louis Virtel, do Backlot listou "Everybody" no número dois da lista de "100 Maiores Músicas da Madonna", comentando que a música é um exemplo dos talentos inegáveis de Madonna. Virtel continua dizendo através da música que Madonna mostra que ela é "uma comandante, a Baryshnikov da pop chutzpah e uma legítima imperatriz da discoteca".

## Presença em "Final Feliz Internacional" 1983
No Brasil a canção Everybody foi incluída na trilha sonora da novela "Final Feliz", exibida pela TV Globo entre novembro de 1982 e junho de 1983. Impresso na capa do disco e do K7, bem como na prensa do LP, o nome da artista estava grafado com apenas um "N", Madona. Após Everybody, a popstar teve apenas mais uma inclusão em trilha sonora de novela, oficialmente. Foi em 1987 em Hipertensão, também de autoria de Ivani Ribeiro, que a artista teve sua canção "Papa Don't Preach" incluída oficialmente. Em 1985, "Crazy For You chegou a figurar na trilha sonora de "A Gata Comeu", mas por problemas de direitos autorais, a canção foi removida e uma nova edição do LP com Smooth Operator de Sade foi incluída em seu lugar.

## Videoclipe
A Sire Records havia comercializado o single "Everybody" como se Madonna fosse uma artista negra. Esse equívoco foi esclarecido pelo lançamento do videoclipe da música. Quanto à importância de gravar um videoclipe para a música, Madonna comentou que: "Se eu não tivesse um vídeo, não acho que todas as crianças do Centro-Oeste saberiam sobre mim. É o lugar de todo mundo os vê em todos os lugares. Isso realmente tem muito a ver com o sucesso do meu álbum". Ela convidou executivos da Sire Records, incluindo Stein e Rosenblatt, para uma danceteria. Ela tocou "Everybody" na pista de dança, usando cartola e cauda. Na noite da apresentação, Madonna apresentou-a ao público forte de 300 pessoas. Felicitados por eles, Madonna e seus dançarinos executaram seus movimentos de dança coreografados, posteriormente descritos como um "ato de discoteca apoiado por dançarinos de vanguarda". Vendo a performance, eles também perceberam que Madonna parecia visualmente deslumbrante. Eles ordenaram que um vídeo interno de "Todo mundo" fosse enviado para as boates de todo o país que usavam vídeos de dança.
Rosenblatt entrou em contato com Ed Steinberg, que dirigia a empresa de vídeos Rock America e perguntou se ele poderia poupar algumas horas para fazer um videoclipe de "Everybody" com Madonna no palco em sua próxima apresentação no Danceteria. A ideia era reproduzir o vídeo como promoção nos Estados Unidos, para que as pessoas reconhecessem uma imagem de Madonna e sua performance. Rosenblatt ofereceu a Steinberg US$ 1.000 para o vídeo de produção interno, quando artistas como Duran Duran e Michael Jackson estavam gastando somas de seis dígitos em vídeos. Eles finalmente concordaram em US $ 1.500. Com o baixo orçamento, o vídeo foi dirigido por Steinberg, que sugeriu filmar no local na Paradise Garage, uma discoteca gay do centro, em vez de gravar uma performance ao vivo. A amiga de Madonna, Debi Mazar, fez a maquiagem e se juntou a outras dançarinas de apoio, Erika Belle e Bags Rilez. Mazar trouxe algumas de suas amigas para atuar como uma multidão no disco, incluindo o artista afro-americano Michael Stewart. Steinberg ficou impressionado com o profissionalismo de Madonna no set e ajudou a enviar cópias da fita para boates em toda a América, que costumavam dançar videoclipes para entretenimento. Essa promoção ajudou a música a deixar de ser um sucesso nas boates de Nova Iorque para um sucesso nacional.
O vídeo começa com Madonna e seus dois dançarinos de fundo dançando em um clube, enquanto as luzes piscam ao fundo. As filmagens continuam enquanto se aproximam as cenas em close de Madonna dançando, vestindo um casaco e joias. O autor Douglas Kellner, em seu livro  Media Culture: Cultural Studies, Identity, and Politics Between the Modern and the Postmodern, observou que já com seu primeiro vídeo, Madonna estava implantando moda, sexualidade e a construção de uma imagem individual para se apresentar como um sedutor. objeto sexual e como transgressor de normas estabelecidas. A banda Fab Five Freddy lembra que com o vídeo Madonna "está atraindo aqueles que eram mais de rua, mais experientes e mais saborosos".

## Performances ao vivo

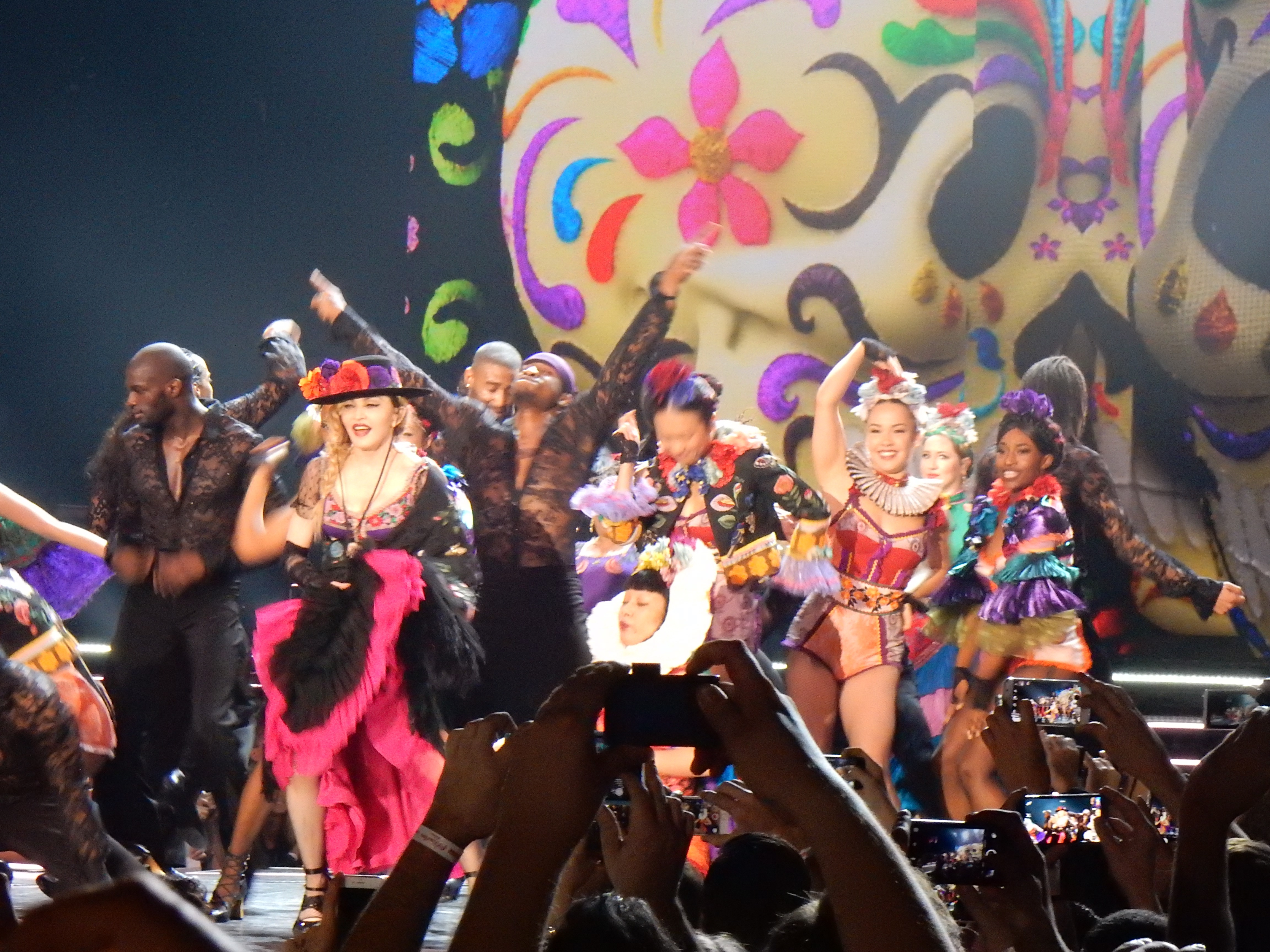
Madonna performou o medley com tema flamenco de "Dress You Up", "Into the Groove", "Everybody" e "Lucky Star", durante a Rebel Heart Tour, 2015.

Para promover "Everybody", Madonna tocou a faixa com dançarinos de apoio no "No Entiendes" de Haoui Montaug - uma revista itinerante de cabaré. Na The Virgin Tour de 1985, Madonna usava uma blusa transparente azul que revelava seu sutiã preto, uma saia roxa, leggings rendadas e uma jaqueta com estampas brilhantes. Ela também usava crucifixos nos cabelos, nas orelhas e no pescoço. Quando a performance de "Into the Groove" terminou, Madonna pegou o microfone e dançou pelo palco enquanto cantava "Everybody". A performance foi incluída no vídeo caseiro intitulado  Madonna Live: The Virgin Tour. Madonna reutilizou a linha de "Everybody", "Dance e cante, levante-se e faça o que quiser" durante os bares de abertura do "Express Yourself" para a Blond Ambition World Tour.
Na The Girlie Show World Tour (1993), "Everybody" foi apresentada como a música de encerramento da turnê. Madonna usava shorts claros e uma simples camisa amarela e verde com decote em V, que usava em um sutiã revelador. A apresentação começou após "Justify My Love". O começo continha o refrão de "Everybody Is a Star" originalmente de Sly & The Family Stone. À medida que a música progredia, trechos musicais de "Dance to the Music", "After the Dance" e "It Takes Two" foram incluídos. Jon Pareles, do The New York Times elogiou a apresentação, dizendo que "o final do programa é absolutamente saudável, com a trupe de jeans e tops brancos, convidando o público a dançar 'Everybody'. É apenas uma boa revisão de música e dança, não uma provocação".
Madonna tocou a música durante o Festival Coachella de Música e Artes, promovendo seu décimo álbum de estúdio Confessions on a Dance Floor (2005). Ela cantou a música usando uma blusa e botas altas, com uma faixa prateada de glitter em volta do cabelo. Também foi apresentada no Koko Club de Londres, onde a cantora estava vestido com um conjunto todo roxo de jaqueta, pedalinhos de veludo e botas até o joelho. Antes de tocar "Everybody", ela anunciou: "Sinto que estou realmente fora de forma agora, não gosto de cair em cavalos, então vou fazer mais uma música".
Em 6 de outubro de 2012, Madonna tocou "Everybody" durante a The MDNA Tour em San Jose para comemorar o 30º aniversário do single. Ela disse: "Hoje é um dia muito especial para mim. É o trigésimo aniversário do lançamento do meu primeiro single. Lembro-me da sensação incrível que tive ao ouvir a música no rádio pela primeira vez". Aidin Vaziri, do San Francisco Chronicle, comentou que "Três décadas depois, o simples synth-pop e a ingênua melodia de R&B ainda eram incríveis. Foi um momento fora do roteiro que, inadvertidamente, se tornou o destaque do show".
Em 2015, "Everybody" foi incluído no set list das primeiras datas da Rebel Heart Tour, realizada em um medley estilo flamenco com "Dress You Up", "Into the Groove" e "Lucky Star". Durante a sequência, a cantora vestiu um vestido de inspiração latina e cigana, criado por Alessandro Michele para a Gucci, composto por xale, chapéu de flamenco, renda, saias e roupa de jacquard.

## Lista de faixas e formatos
| - Single de 12" americano 1. "Everybody" – 5:56 2. "Everybody" (Dub Version) – 9:23 - Vinil de 12" americano 1. "Everybody" (7" Edit) – 3:58 2. "Everybody" (Instrumental) – 4:13 - Single de 12" britânico 1. "Everybody" (Remix) – 6:16 2. "Everybody" (Dub) – 5:59 - Single de 7" britânico 1. "Everybody" (Remix Edit)– 3:20 2. "Everybody" (Dub) – 4:40 | - CD single alemão 1. "Everybody (Versão do álbum)" – 4:55 2. "Everybody (Dub)" – 8:58 - Maxi Single italiano e francês 1. "Everybody" – 5:56 2. "Everybody" (Instrumental) – 9:23 - CD Maxi Single alemão e britânico 1. "Everybody" – 4:55 2. "Everybody" (Dub) – 8:58 |

## Créditos e equipe
Créditos adaptados das notas individuais de 7 polegadas.
| - Madonna – vocal, escritor - Mark Kamins – produtor - Butch Jones – sintetizador, engenharia - Reggie Lucas – guitarras, programação de bateria - Fred Zarr – sintetizador, piano elétrico e acústico - Dean Gant – piano elétrico e acústico | - Bobby Malach – sintetizador - Ed Walsh – sintetizador - Gwen Guthrie – vocais de fundo - Brenda White – vocais de fundo - Chrissy Faith – vocais de fundo - Christine Sauers – direção de arte, design - Lou Beach – obras de arte |

## Desempenho nas paradas musicais
O single de 12 polegadas de "Everybody" falhou nas paradas da Billboard Hot 100 nos Estados Unidos. Ele alcançou a posição número 107 na Bubbling Under Hot 100 Singles da Billboard em 22 de janeiro de 1983. No entanto, a canção moveu-se rapidamente nas tabelas de dance, e foi o primeiro single de Madonna para traçar na Billboard Hot Dance/Club Play Chart, chegando ao número três. Uma das primeiras estações de rádio a abraçar a música foi a WKTU, que a relatou como uma nova "lista de reprodução superior" na edição de 11 de dezembro de 1982 da Billboard, refletindo a lista de reprodução de suas estações para a semana que termina em 30 de novembro de 1982. Desde o seu lançamento, o single vendeu cerca de 250,000 cópias. A música ajudou Madonna a conseguir uma primeira fotografia de capa de revista. Na edição de dezembro de 1982 da revista Dance Music Report, Madonna e outra banda Jekyll e Hyde foram nomeadas para prêmios na categoria de vendas da pesquisa de um leitor. Era a foto de Madonna que apareceu na capa.